# 櫻井美香
櫻井 美香 (さくらい みか、1970年5月15日-  ) は、日本の警察官僚。警察大学校特別捜査幹部研修所長。

## 来歴
福岡県出身。東京大学文学部を卒業後、東京大学大学院法学政治学研究科前期博士課程を修了し、1995年 (平成7年)、警察庁に入庁。
入庁後、熊本県警察本部生活安全部生活保安課長、愛知県警察本部刑事部捜査第二課長 (女性初)、警察庁刑事局刑事企画課情報分析支援室長、警視庁生活安全部生活安全総務課長、警察庁生活安全局少年課少年保護対策室長、内閣官房内閣参事官(内閣人事局)などを歴任。
警察庁刑事局刑事企画課情報分析支援室長に在任中、未解決事件の情報提供者に報奨金を支払う捜査特別報奨金制度に関わった。
2021年8月20日、青森県警察本部長 (女性初)に就任。就任会見で社会への安心感を守り、信頼される組織にしたいと抱負を述べた。
その後、警察庁刑事局捜査支援分析管理官、警察庁長官官房教養厚生課長、警察庁長官官房参事官(教養・厚生・国際担当)を歴任。
2025年6月1日、警察大学校特別捜査幹部研修所長に就任。

## 略歴
- 1995年4月-  警察庁入庁[1]
- 1998年8月-  警察庁交通局運転免許課付[6]
- 1999年7月-  ミシガン大学留学[6]
- 2000年8月-  警察庁長官官房国際第一課課長補佐[6]
- 2001年7月-  熊本県警察本部生活安全部生活保安課長[13]
- 2003年2月-  警察庁長官官房国際部国際第二課課長補佐[13]
- 2004年
  - 4月-  警察庁長官官房国際課課長補佐[6]
  - 8月-       厚生労働省社会・援護局保護課課長補佐[6]
- 2006年8月-  警察庁生活安全局少年課長補佐[14]
- 2008年1月-  愛知県警察本部刑事部捜査二課長 (愛知県警察初の女性所属長)[14]
- 2009年7月-  警察庁長官官房人事課付(東京都青少年・治安対策本部総合対策部青少年課長)[15][16]
- 2011年8月-  警察大学校警察政策研究センター主任教授[17]
- 2013年7月-  警察庁刑事局刑事企画課情報分析支援室長[6]
- 2014年4月-  警視庁生活安全部生活安全総務課長[18]
- 2015年7月-  警察庁警備局付(内閣官房内閣情報調査室調査官)[6][19]
- 2017年8月-  警察庁刑事局組織犯罪対策部薬物銃器対策課国際薬物・銃器犯罪組織捜査指導官兼国際組織犯罪対策官兼組織犯罪対策企画課付兼暴力団対策課付[20]
- 2018年7月-  警察庁生活安全局少年課少年保護対策室長 (任警視長)[21][8]
- 2019年8月-  内閣官房内閣参事官(内閣人事局)[8][22][23]
- 2021年8月-  青森県警察本部長 (青森県警察初・全国6例目の女性本部長)[8][9][10][11][12]
- 2022年
  - 9月-     警察庁長官官房付[24][25]
  - 10月-  警察庁刑事局捜査支援分析管理官[26][27]
- 2023年
  - 3月-     警察庁長官官房教養厚生課長 [28][29][注釈 1]
  - 10月-  警察庁長官官房参事官[31][32]
- 2024年4月-  警察庁長官官房参事官(教養・厚生・国際担当)[33][34] [35]
- 2025年6月-  警察大学校特別捜査幹部研修所長[2][3][4]